# ITunes Store
iTunes Store és una botiga virtual de programari propietat d'Apple que opera a través del programa iTunes. La botiga va iniciar la seva activitat sota el nom iTunes Music Store el 28 d'abril del 2003 amb un catàleg aproximat de 200.000 articles disponibles per a la descàrrega. Actualment aquesta botiga digital ja porta registrades més de deu miliards de descàrregues. En el passat, els articles que es trobaven a la venda a la botiga estaven protegits per la gestió digital de drets: aquest sistema de protecció limitava la reproducció dels arxius descarregats a aquells ordinadors que disposessin de l'autorització. Actualment aquest sistema ha estat abolit.

## Comercialització
Els preus per cada cançó són variables, però en general, a Europa, el 2011 oscil·laven entre 0,69 i 1,29 euros. Si s'adquireix un àlbum sencer el preu relatiu per cançó es redueix. En la secció iTunes Music Store de la botiga es pot adquirir tota mena de música per ser reproduïda en diferents dispositius, des d'ordinadors, passant per MP3 fins a les més recents "tablets". iTunes Store és accessible a 94 països d'arreu del món, entre els quals hi ha: Austràlia, Àustria, Bèlgica, Canadà, Dinamarca, Finlàndia, França, Alemanya, Grècia, Irlanda, Itàlia, Japó, Luxemburg, Mèxic, Països Baixos, Nova Zelanda, Noruega, Portugal, Espanya, Suècia, Suïssa, Regne Unit, Estats Units i Paraguai. En la secció iTunes App Store de la botiga es poden adquirir una sèrie d'aplicacions que poden ser utilitzades en els diferents dispositius de la marca Apple. Concretament a l'Ipod, a l'Ipad i als ordinadors. En la secció Itunes Movies Store de la botiga es poden adquirir un gran nombre de pel·lícules que poden ser reproduïdes en diferents dispositius, des d'ordinadors, passant per MP3 fins a les més recents "tablets". A la secció de podcasts hi ha diferents fragments o capítols de programes de ràdio i televisió, així com altres peces audiovisuals (Ex. cursos d'anglès) disponibles per descarregar de franc per a un dispositiu de la marca Apple. A l'apartat d'Audiobooks es poden adquirir diferents llibres electrònics a preus que poden oscil·lar entre els 0,95 i 24,95 €.

## Formats disponibles

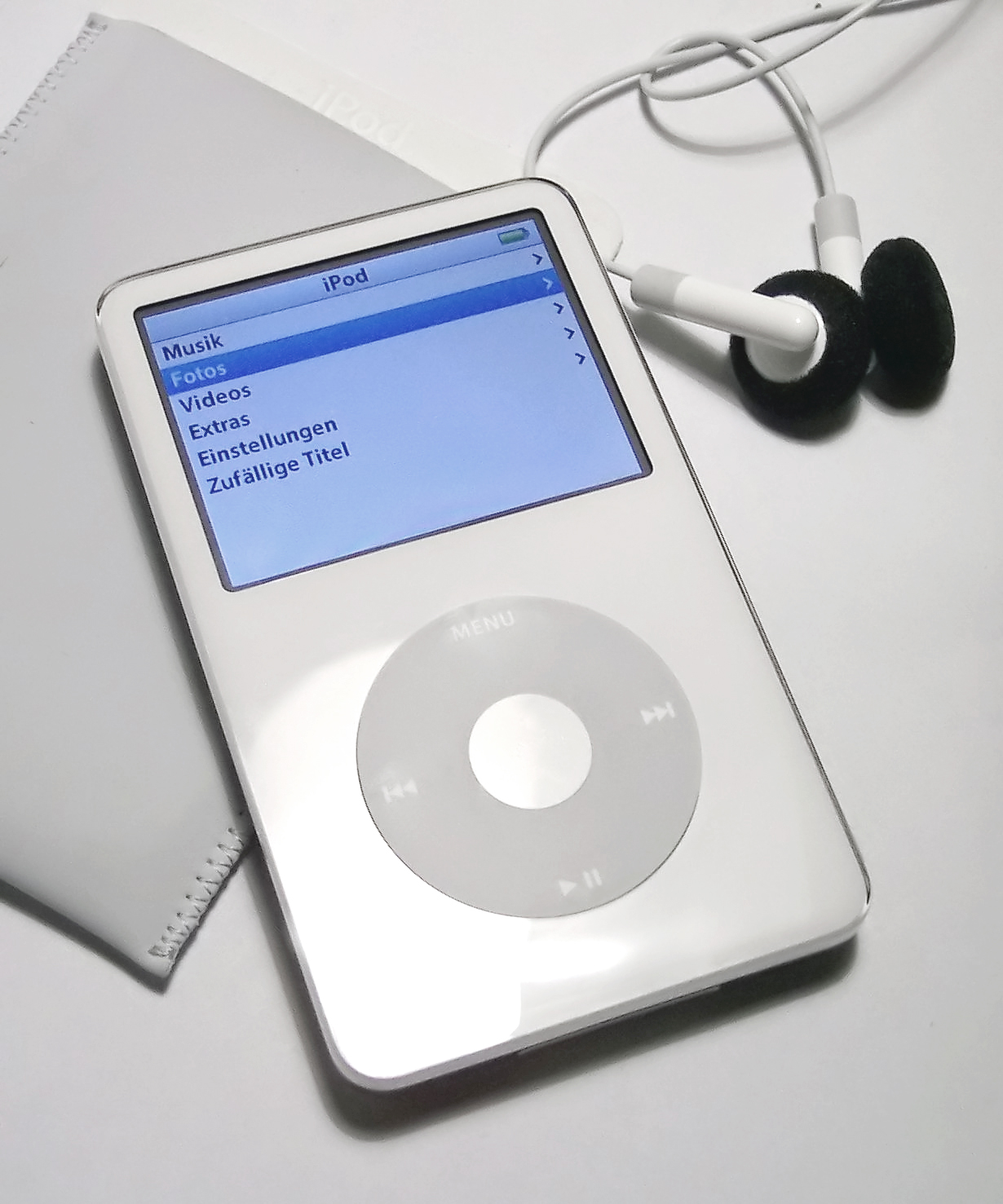
Un iPod clàssic de cinquena generació amb auriculars.

Originalment, Apple, codificava les seves cançons utilitzant Fair Play amb una qualitat de 128 Kbps amb gestió de drets digitals (DRM). A partir de l'any 2009 l'empresa decideix canviar el sistema de codificació DRM per un nou format anomenat iTunes Plus. Aquest nou estàndard permet augmentar la qualitat de l'audio a un AAC a 256 Kbps (el doble que en l'anterior format) i no té DRM (Gestió Digital de Drets). Això vol dir que un cop descarregada la música es pot gravar tants cops com es vulgui en Disc compacte, sincronitzar-la amb qualsevol dispositiu capaç de llegir el format AAC i reproduir-la tant en ordinadors amb sistema operatiu Windows com Mac OS.

## Catàleg
A l'abril de 2020, iTunes ofereix 60 milions de cançons, 2,2 milions d'aplicacions, 25.000 programes de televisió i 65.000 pel·lícules.

## Itunes Store a Catalunya
En les diferents aplicacions catalanes disponibles a la tenda d'Apple trobem dos grans grups: les apps i els podcasts. En aquests dos grups podem trobar aplicacions en centenars d'àmbits.

### Applicacions

#### Mitjans de Comunicació
En el mercat català de les apps un dels sectors més importants és el dels mitjans de comunicació i dintre d'aquest grup les ràdios representen el paper més rellevant. Catalunya Ràdio, emissora pública catalana i RAC 1, emissora privada de Catalunya, ofereixen diverses aplicacions.
En el camp de les televisions TV3 (Televisió de Catalunya) ofereix l'aplicació TV3 per a iPad, que permet accedir a tots els continguts dels seus programes i també a la programació en directe.
Si ens fixem en els diaris veiem que La Vanguardia ofereix dues aplicacions: La Vanguardia i La Vanguardia edición impresa. El Periódico de Catalunya, per la seva banda, ofereix també dues aplicacions: elPeriodico i elPeriodico català. Finalment el diari Ara facilita ARA.CAT i ARA Mirades (aplicació dedicada a les millors fotografies sobre l'actualitat mundial).

### Podcast
En el camp dels podcasts els principals programes tant de ràdio com de televisió pengen diàriament programes o fragments a la botiga d'Itunes per descarregar-los de franc. Alguns exemples poden ser els programes còmics de TV3 Polònia i Crakòvia o El Matí de Catalunya Ràdio.